# Altendorfer Berg
Der Altendorfer Berg ist eine 270,8 m ü. NHN hohe Erhebung und zugleich südlicher Abschluss des zum Leinebergland im Weser-Leine-Bergland gehörenden Höhenzugs Hube. Er liegt bei Einbeck im niedersächsischen Landkreis Northeim.
Sein Name bezieht sich auf die Wüstung Altendorf (Oldendorf), nach der das Flurstück benannt ist. Etwas nördlich der Erhebung steht der Aussichtsturm Kaiser-Friedrich-Turm. Auf ihr lag im 20. Jahrhundert bis in die 1980er Jahre ein 124,5 ha großer, selten genutzter Standortübungsplatz der Bundeswehr.

## Geographie

### Lage
Der Altendorfer Berg liegt am Ostrand der Kernstadt von Einbeck sowie westsüdwestlich von Negenborn, nordwestlich von Volksen und etwas nördlich von Salzderhelden – drei weiteren Einbecker Ortsteilen. Südlich vorbei fließt die Ilme, die zwischen Salzderhelden und Volksen in die Leine mündet.
Die Erhebung am nördlichen Rand des Einbeck-Markoldendorfer Beckens westlich der Leine ist aus Muschelkalk aufgebaut.

### Naturräumliche Zuordnung
Der Altendorfer Berg gehört in der naturräumlichen Haupteinheitengruppe Weser-Leine-Bergland (Nr. 37), in der Haupteinheit Südwestliches Harzvorland (376) und in der Untereinheit Rittegau (376.0; auch als Rittigau bekannt) zum Naturraum Hube (376.01). Die Landschaft fällt nach Süden in den Naturraum Greener Leineaue (376.03) ab. Nach Westen fällt sie in das Einbeck-Markoldendorfer Becken (372.0) und nach Südwesten in die Leineaue (372.3) ab, die zwei Untereinheiten der Haupteinheit Leine-Ilme-Senke (372) bilden.

## Schutzgebiete
Auf dem Altendorfer Berg liegt das Naturschutzgebiet Altendorfer Berg (CDDA-Nr. 162110; 2012 ausgewiesen; 1,02 km² groß); am 6. Juni 1985 erstmals ausgewiesen war es zunächst nur etwa 50 ha groß. Dort hat sich einer der größten Halbtrockenrasen Niedersachsens ausgebildet. Im Pflanzenbestand sind auf der Rote Liste gefährdeter Arten stehende Orchideen wie Gelber Frauenschuh (Cypripedium calceolus), Bienen-Ragwurz (Ophrys apifera), Fliegen-Ragwurz (Ophrys insectifera), Männliches Knabenkraut (Orchis mascula) und Gewöhnlicher Fransenenzian (Gentianella ciliata) sowie Deutscher Fransenenzian (Gentianella germanica) besonders bemerkenswert. Außerdem finden sich Wacholder und verschiedene Feldgehölze. Zum Teil hat sich Land-Reitgras ausgebreitet und andere Pflanzen verdrängt. Das Gebiet weist einen vielfältigen Insektenbestand auf, darunter die vom Aussterben bedrohten Arten Graubindiger Mohrenfalter und Kreuzdorn-Zipfelfalter. Naturrechtlich geschützt ist auch die dort vorkommende Zauneidechse. Um eine Verbuschung des Geländes zu verhindern, wird es von Schafen und Ziegen beweidet, bei Bedarf wird auch eine Entkusselung vorgenommen.
Auf dem Berg befinden sich auch das mit dem NSG nahezu deckungsgleiche Fauna-Flora-Habitat-Gebiet Altendorfer Berg (FFH-Nr. 4125-301; 1,01 km²) und, außerhalb des NSGs, Teile des Landschaftsschutzgebiets Hube, Greener Wald und Luhberg (CDDA-Nr. 321153; 1974; 16,93 km²).

## Kaiser-Friedrich-Turm
Auf dem direkt nördlich des Altendorfer Bergs liegenden Nebenrücken, der vom Burgberg (325,1 m) nach Südwesten zur Einbecker Kernstadt überleitet, steht auf etwa 280 m Höhe der Kaiser-Friedrich-Turm (⊙), ein 1900 aus Stein errichteter Aussichtsturm, der nach dem deutschen Kaiser Friedrich III. benannt ist. Er ist derzeit nicht begehbar, da es Baumängel an den 130 Stufen und der Balustrade gibt, für deren Behebung mehr als 125.000 Euro aufzubringen wären. Ein 2014 von Einbecker Bürgern gegründeter Förderverein hat sich die Erhaltung des Turms zum Ziel gesetzt.